# Chuzhou
Chuzhou (en chino, 滁州; pinyin, Chúzhōu) es una ciudad-prefectura en la provincia de Anhui, República Popular China. Limita al norte con Bengbu, al sur con Chaohu, al oeste con Hefei y al este con Nankín. Su área es de 13 515 km² y su población total para 2020 fue cercana a los 4 millones de habitantes. 

## Administración
La ciudad prefectura de  Chuzhou se divide en 8 localidades administradas en 2 distritos urbanos, 2 ciudades suburbanas y 4 condados rurales.
- Distrito Langya (琅琊区);
- Distrito Nanqiao (南谯区);
- Ciudad Mingguang (明光市);
- Ciudad Tianchang (天长市);
- Condado Lai'an (来安县);
- Condado Quanjiao (全椒县);
- Condado Dingyuan (定远县);
- Condado Fengyang (凤阳县);

### Localidades con población en noviembre de 2010
- Dìngyuăn Xiàn 779,174
- Fèngyáng Xiàn 644,895
- Lái'ān Xiàn 432,021
- Lángyá Qū 310,427
- Míngguāng Shì 532,732
- Nánqiáo Qū 251,894
- Quánjiāo Xiàn 383,885
- Tiāncháng Shì 602,840

## Clima
| Parámetros climáticos promedio de Chuzhou (1971−2000) | Parámetros climáticos promedio de Chuzhou (1971−2000) | Parámetros climáticos promedio de Chuzhou (1971−2000) | Parámetros climáticos promedio de Chuzhou (1971−2000) | Parámetros climáticos promedio de Chuzhou (1971−2000) | Parámetros climáticos promedio de Chuzhou (1971−2000) | Parámetros climáticos promedio de Chuzhou (1971−2000) | Parámetros climáticos promedio de Chuzhou (1971−2000) | Parámetros climáticos promedio de Chuzhou (1971−2000) | Parámetros climáticos promedio de Chuzhou (1971−2000) | Parámetros climáticos promedio de Chuzhou (1971−2000) | Parámetros climáticos promedio de Chuzhou (1971−2000) | Parámetros climáticos promedio de Chuzhou (1971−2000) | Parámetros climáticos promedio de Chuzhou (1971−2000) |
| Mes                                                   | Ene.                                                  | Feb.                                                  | Mar.                                                  | Abr.                                                  | May.                                                  | Jun.                                                  | Jul.                                                  | Ago.                                                  | Sep.                                                  | Oct.                                                  | Nov.                                                  | Dic.                                                  | Anual                                                 |
| ----------------------------------------------------- | ----------------------------------------------------- | ----------------------------------------------------- | ----------------------------------------------------- | ----------------------------------------------------- | ----------------------------------------------------- | ----------------------------------------------------- | ----------------------------------------------------- | ----------------------------------------------------- | ----------------------------------------------------- | ----------------------------------------------------- | ----------------------------------------------------- | ----------------------------------------------------- | ----------------------------------------------------- |
| Temp. máx. media (°C)                                 | 6.6                                                   | 8.5                                                   | 13.1                                                  | 20.2                                                  | 25.6                                                  | 28.7                                                  | 31.5                                                  | 31.5                                                  | 27.1                                                  | 22.0                                                  | 15.6                                                  | 9.6                                                   | 20                                                    |
| Temp. mín. media (°C)                                 | -1.2                                                  | 0.6                                                   | 4.6                                                   | 10.7                                                  | 16.1                                                  | 20.7                                                  | 24.3                                                  | 23.9                                                  | 19.1                                                  | 13.1                                                  | 6.4                                                   | 0.8                                                   | 11.6                                                  |
| Precipitación total (mm)                              | 35.6                                                  | 46.5                                                  | 78.1                                                  | 71.3                                                  | 86.3                                                  | 176.3                                                 | 207.5                                                 | 128.4                                                 | 83.0                                                  | 61.9                                                  | 55.4                                                  | 24.3                                                  | 1054.6                                                |
| Días de precipitaciones (≥ 0.1 mm)                    | 7.7                                                   | 8.3                                                   | 11.6                                                  | 9.7                                                   | 10.1                                                  | 11.8                                                  | 13.0                                                  | 10.9                                                  | 8.9                                                   | 8.3                                                   | 7.0                                                   | 5.2                                                   | 112.5                                                 |
| Fuente: Weather China                                 |                                                       |                                                       |                                                       |                                                       |                                                       |                                                       |                                                       |                                                       |                                                       |                                                       |                                                       |                                                       |                                                       |